# Ocinara albicollis
Ocinara albicollis är en fjärilsart som beskrevs av Walker 1978. Ocinara albicollis ingår i släktet Ocinara och familjen silkesspinnare. Inga underarter finns listade i Catalogue of Life.